# Жепенсар
Жепенсар (фр. Gespunsart) насеље је и општина у североисточној Француској у региону Шампањ-Арден, у департману Ардени која припада префектури Шарлвил Мезјер.
По подацима из 2011. године у општини је живело 1097 становника, а густина насељености је износила 52,19 становника/km². Општина се простире на површини од 21,02 km². Налази се на средњој надморској висини од 198 метара.

## Демографија
| 1962. | 1968. | 1975. | 1982. | 1990. | 1999. | 2011. |
| ----- | ----- | ----- | ----- | ----- | ----- | ----- |
| 1.275 | 1.287 | 1.163 | 1.176 | 1.141 | 1.125 | 1.097 |

График промене броја становника у току последњих година